# Mike Montgomery
Mike Montgomery (né le 1er juillet 1989 à Valencia, Californie, États-Unis) est un lanceur gaucher des Mets de New York de la Ligue majeure de baseball.
Membre de l'équipe de Chicago championne de la Série mondiale 2016, Montgomery est le lanceur lors du dernier retrait qui assure la victoire des Cubs et réalise le sauvetage dans ce 7e match de finale.

## Carrière
Mike Montgomery est un choix de première ronde des Royals de Kansas City et le 36e joueur sélectionné au total lors de la séance de repêchage amateur de juin 2008.
Joueur d'avenir hautement considéré, il apparaît à trois reprises au palmarès des 100 meilleurs prospects dressé annuellement par Baseball America : on le retrouve au 39e rang du classement avant la saison 2010, en 19e place un an plus tard et, enfin, en 23e position en 2012.

### Mariners de Seattle
Montgomery évolue en ligues mineures dans l'organisation des Royals de Kansas City de 2008 à 2012. Il est impliqué dans un important échange le 9 décembre 2012 lorsque les Royals cèdent Montgomery, le lanceur droitier Jake Odorizzi, le joueur de troisième but Patrick Leonard et leur joueur d'avenir le plus prometteur, le voltigeur Wil Myers, aux Rays de Tampa Bay, en retour du lanceur partant droitier James Shields, du lanceur de relève droitier Wade Davis et du joueur d'arrêt-court Elliot Johnson. Après deux années en ligues mineures dans l'organisation des Rays, ceux-ci transfèrent Montgomery aux Mariners de Seattle le 31 mars 2015 en échange du lanceur droitier Erasmo Ramírez.
Montgomery, qui traverse les ligues mineures comme lanceur partant, fait ses débuts dans ce rôle avec Seattle. Il joue son premier match dans le baseball majeur à l'âge de 25 ans le 2 juin 2015 face aux Yankees de New York et n'est pas impliqué dans la décision après une bonne sortie où il n'accorde qu'un point sur 4 coups sûrs en 6 manches lancées.

### Cubs de Chicago

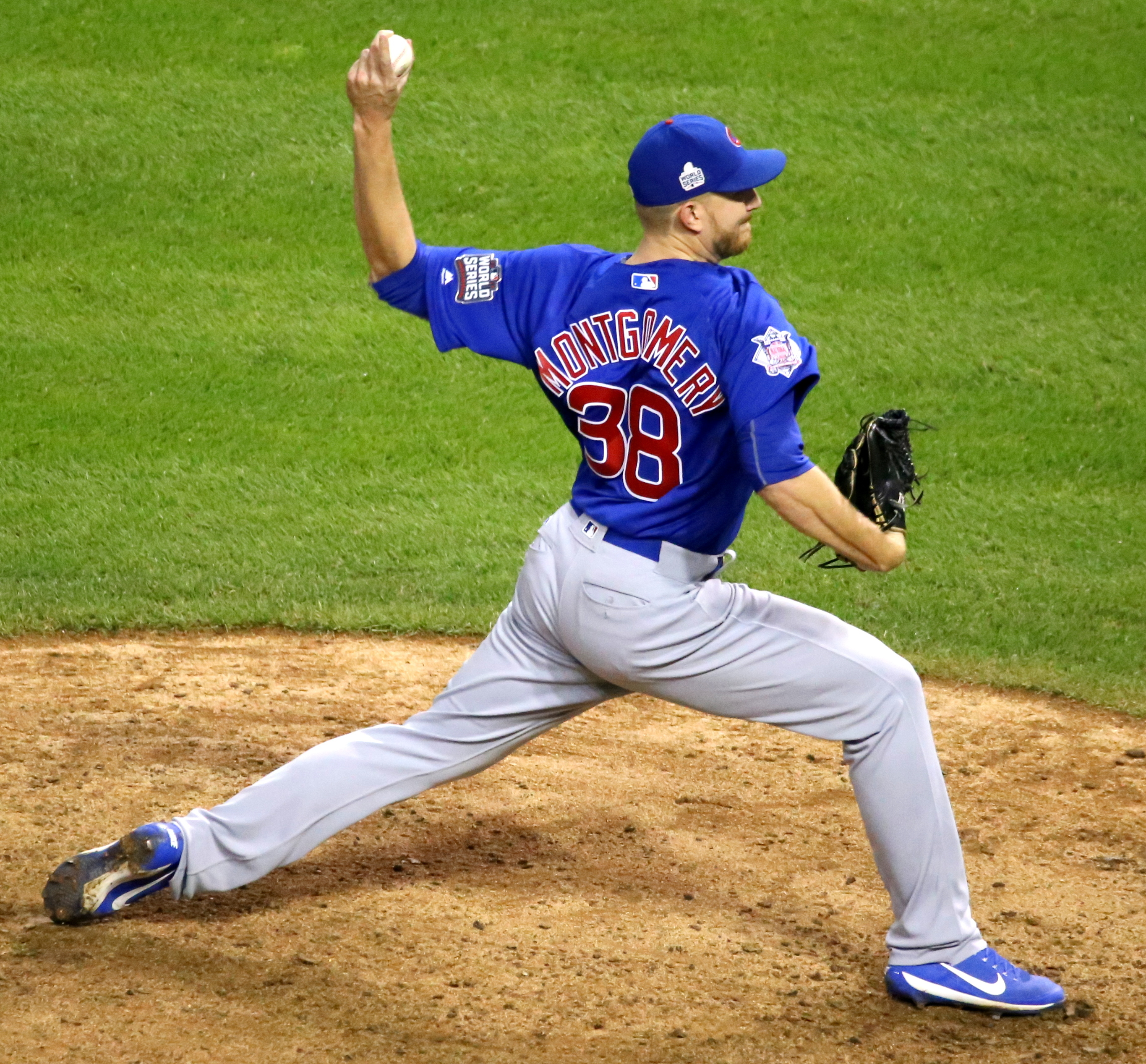
Mike Montgomery décoche un lancer en 10e manche du 7e match de la Série mondiale 2016.

Le 20 juillet 2016, les Mariners de Seattle échangent Mike Montgomery et le lanceur droitier des ligues mineures Jordan Pries aux Cubs de Chicago en retour du joueur de premier but Dan Vogelbach et du lanceur droitier Paul Blackburn.
Entré dans le 7e match de la Série mondiale 2016 après deux retraits en fin de 10e manche, Montgomery force Michael Martínez des Indians de Cleveland à frapper un roulant vers le joueur de troisième but qui mène au dernier retrait de la rencontre et donne aux Cubs leur premier titre de champions en 108 ans. Montgomery est crédité d'un sauvetage pour cet effort dans le dernier match de la Série mondiale.